# Open de Macau (badmínton)
O Open de Badmínton de Macau (em chinês:  澳門羽毛球公開賽) é um torneio internacional anual de badmínton realizado em Macau desde 2006 pela Federação de Badmínton de Macau. 
Em 2007, o torneio foi categorizado pela Federação Mundial de Badmínton como um evento do nível BWF Grand Prix Gold.

## Campeões
| Ano  | Singulares homens | Singulares senhoras | Pares homens                            | Pares senhoras                 | Pares mistos                           |
| ---- | ----------------- | ------------------- | --------------------------------------- | ------------------------------ | -------------------------------------- |
| 2018 | Lee Hyun-il       | Michelle Li         | Kim Gi-jung Lee Yong-dae                | Vivian Hoo Yap Cheng Wen       | Tang Chun Man Tse Ying Suet            |
| 2017 | Kento Momota      | Cai Yanyan          | Wahyu Nayaka Ade Yusuf                  | Huang Yaqiong Yu Xiaohan       | Zheng Siwei Huang Yaqiong              |
| 2016 | Zhao Junpeng      | Chen Yufei          | Lee Jhe-huei Lee Yang                   | Chen Qingchen Jia Yifan        | Zhang Nan Li Yinhui                    |
| 2015 | Jeon Hyeok-jin    | P.V. Sindhu         | Ko Sung-hyun Shin Baek-cheol            | Jung Kyung-eun Shin Seung-chan | Shin Baek-cheol Chae Yoo-jung          |
| 2014 | Xue Song          | P.V. Sindhu         | Danny Bawa Chrisnanta Chayut Triyachart | Ou Dongni Yu Xiaohan           | Edi Subaktiar Gloria Emanuelle Widjaja |
| 2013 | Shon Wan-ho       | P.V. Sindhu         | Hoon Thien How Tan Wee Kiong            | Bao Yixin Tang Jinhua          | Lu Kai Huang Yaqiong                   |
| 2012 | Chen Yuekun       | Sun Yu              | Lee Sheng-mu Tsai Chia-hsin             | Eom Hye-won Chang Ye-na        | Tontowi Ahmad Liliyana Natsir          |
| 2011 | Lee Hyun-il       | Wang Shixian        | Chai Biao Guo Zhendong                  | Jung Kyung-eun Kim Ha-na       | Tontowi Ahmad Liliyana Natsir          |
| 2010 | Lee Chong Wei     | Li Xuerui           | Ko Sung-hyun Yoo Yeon-seong             | Cheng Wen-hsing Chien Yu-chin  | Tontowi Ahmad Liliyana Natsir          |
| 2009 | Lee Chong Wei     | Wang Yihan          | Koo Kien Keat Tan Boon Heong            | Du Jing Yu Yang                | He Hanbin Yu Yang                      |
| 2008 | Taufik Hidayat    | Zhou Mi             | Koo Kien Keat Tan Boon Heong            | Cheng Shu Zhao Yunlei          | Xu Chen Zhao Yunlei                    |
| 2007 | Chen Jin          | Xie Xingfang        | Koo Kien Keat Tan Boon Heong            | Gao Ling Huang Sui             | Xie Zhongbo Zhang Yawen                |
| 2006 | Lin Dan           | Judith Meulendijks  | Fu Haifeng Cai Yun                      | Gao Ling Huang Sui             | Thomas Laybourn Kamilla Rytter Juhl    |

## Títulos por país
| Posição | País          | SH | SS | PH | PS | PM | Total |
| ------- | ------------- | -- | -- | -- | -- | -- | ----- |
| 1       | China         | 5  | 7  | 2  | 8  | 6  | 28    |
| 2       | Coreia do Sul | 4  | 0  | 3  | 3  | 1  | 11    |
| 3       | Malásia       | 2  | 0  | 4  | 1  | 0  | 7     |
| 4       | Indonésia     | 1  | 0  | 1  | 0  | 4  | 6     |
| 5       | Taipé Chinesa | 0  | 0  | 2  | 0  | 1  | 3     |
| 6       | Índia         | 0  | 3  | 0  | 0  | 0  | 3     |
| 7       | Hong Kong     | 0  | 1  | 0  | 0  | 1  | 2     |
| 8       | Canadá        | 0  | 1  | 0  | 0  | 0  | 1     |
| 9       | Dinamarca     | 0  | 0  | 0  | 0  | 1  | 1     |
| 10      | Japão         | 1  | 0  | 0  | 0  | 0  | 1     |
| 11      | Países Baixos | 0  | 1  | 0  | 0  | 0  | 1     |
| 12      | Singapura     | 0  | 0  | 0  | 1  | 0  | 1     |